# Dom Bernardy Alby
Dom Bernardy Alby (hiszp. La casa de Bernarda Alba) – trzyaktowa sztuka teatralna napisana w 1936 roku przez Federico Garcię Lorkę, jednego z najwybitniejszych hiszpańskich poetów XX wieku. Jej publikacja miała miejsce jednak dopiero w roku 1945, dzięki inicjatywnie Margarity Xirgu. Dzieło wchodzi w skład Trylogii Andaluzyjskiej, razem z dramatami „Krwawe gody” (1933) oraz „Yerma” (1934). Zostały nazwane Trylogią Andaluzyjską z powodu podobieństwa zarówno formy, jak i treści. Łączy je wiele czynników, ale przede wszystkim miejsce akcji, czyli południe Hiszpanii – Andaluzja.

## Fabuła
Dramat opowiada historię Bernardy Alby, która w wieku 60 lat po raz drugi została wdową i najbliższe 8 lat postanawia przeżyć w żałobie, do której zmusza swoje córki: Angustias, Magdalenę, Amelię, Martirio oraz Adelę. W domu mieszka również matka Bernardy, Maria Josefa, oraz dwie służące. Wśród tych ostatnich jest Poncja – służąca od trzydziestu lat. Kiedy Angustias, najstarsza i jedyna córka pierwszego męża Bernardy, dziedziczy majątek, przyciąga zalotnika, Pepe el Romano. Pozostałe siostry są zazdrosne, przez co kobieta zwraca się do nich momentami bardzo agresywnie. Mężczyzna jednak nawiązuje intymną relację z najmłodszą siostrą, Adelą. Odkrywa to służąca Poncja, która radzi jej, by zostawiła Angustias w spokoju, lecz dziewczyna jej nie słucha. Martirio w akcie 3 również odkrywa romans Adeli z narzeczonym ich siostry. Na wieść o tym Bernarda postanawia zabić Pepe el Romano, a zakochana w nim Adela popełnia samobójstwo. Matka robi wszystko, co możliwe, aby nikt nie dowiedział się, że jej córka nie zmarła jako dziewica. 

## Tematyka[2]
Lorca opisuje Hiszpanię z początku XX wieku, charakteryzującą się bardzo brutalnym, tradycyjnym społeczeństwem, w którym rola kobiety jest drugorzędna. Inne ważne cechy to fanatyzm religijny i lęk przed okryciem intymności. Ważnymi elementami przedstawionej rzeczywistości są:

### Pozory
Przez cały czas Bernarda wyraża życzenie, aby wszystkie problemy pozostały w domu bez wychodzenia poza jego mury. Również po śmierci Adeli dba o to, aby nikt z mieszkańców miasta nie poznał prawdziwego powodu jej samobójstwa oraz tego, że nie zmarła ona jako dziewica. 

### Nienawiść
Siostry zostają zamknięte w domu na osiem lat żałoby, wbrew swojej woli. Wszyscy widzą, że jedyną ocaloną od tego okrutnego losu jest Angustias, ponieważ jest ona córką pierwszego męża Bernardy i to o jej względy stara się młodzieniec Pepe el Romano. Z tego powodu nienawiść między siostrami wzrasta w każdej scenie coraz bardziej.

### Zazdrość
Angustias jako najstarsza córka powinna jako pierwsza wyjść za mąż. Najmłodsza z nich, Adela, uważa, że jest najlepszą kandydatką, zarówno pod względem fizycznym, jak i wieku, ale mimo to Pepe el Romano zamierza poślubić jej starszą siostrę. Pozostałe z nich również jej zazdroszczą. Gdy Martirio przyłapuje Adelę na nocnej schadzce z narzeczonym siostry, stopniowo powstaje między nimi konflikt, który kończy się ostateczną zdradą. 

### Ukryta siła wewnętrznej i zewnętrznej hierarchii
Na szczycie znajduje się Bernarda Alba. Za nią jest pięć sióstr, a w tej samej grupie jest kolejna hierarchiczna drabina. Angustias, starsza siostra, jest spadkobierczynią fortun pierwszego męża Bernardy i dlatego jest najbogatszą i najpotężniejszą z sióstr, następnie Maria Josefa, matka Bernardy. Wreszcie są pokojówki, które należą do najniższej warstwy społecznej i służą mieszkańcom domu. Ten łańcuch uprawnień jest zewnętrzny, ponieważ pozycja, którą zajmuje, jest przyznawana w wyniku ilości dóbr i obfitości kapitału, jaki posiada postać. Drugi łańcuch mocy to taki, w którym pozycja postaci jest niezależna od jej własności. Odzwierciedla to nieobecność Bernardy na scenie, ponieważ obecne postacie zachowują się jak równi bez względu na ich rangę społeczną. W takich przypadkach pozycje w tej hierarchii są określane przez władzę, jaką każda postać ma nad innymi. Na przykład w drugim akcie Poncja okazuje się być lepsza od sióstr, kiedy pokazuje, że patrzy na całe miasto, kiedy ostrzega Adelę: „Nie rzucaj mi wyzwania, Adelo, nie rzucaj mi wyzwania. Bo mogę dawać głosy, włączać światła i sprawiać, by dzwoniły dzwonki. Jak widać, Poncja jest służącą i jednocześnie sprzymierzeńcem Bernardy.

### Pieniądze
W dramacie tym, pieniądze stanowią ważny element, ukazując status społeczno-ekonomiczny, jaki Bernarda ma wobec sąsiadów czy miasta (warto zauważyć, że Bernarda bardzo dba o myśli innych). Innym powodem jest małżeństwo, które Angustias miała zawrzeć z Pepe. W tamtych czasach kobieta nie mogła poradzić sobie ze spadkiem, gdyby nie miała męża ani mężczyzny odpowiedzialnego, co pozwala kobiecie odziedziczyć pieniądze, które należały do ojca, stając się pierwszą siostrą, która wyszła za mąż. Nie z miłości, ale z ekonomicznej wygody.

### Rola kobiety
Rolą kobiety w „Domie Bernardy Alby” jest uchodzenie za płeć słabszą, ponieważ uważa się, że każda kobieta potrzebuje mężczyzny w swoim życiu, aby być „całkowitą kobietą”. Ten temat znajduje odzwierciedlenie w przypadku Angustias i presji, jaką młoda kobieta odczuwała ze strony matki i społeczeństwa na temat małżeństwa z Pepe el Romano.
W domu Bernardy istnieje opresja wobec kobiet, ze strony mężczyzn jak i społeczeństwa. W pierwszym przypadku kobiety muszą polegać na mężczyznach i robić to, co oni chcą i kiedy chcą. Podczas gdy w drugim przypadku widzimy, jak reszta społeczeństwa osądza jej córki za to, że nie wychodzą za mąż, a nawet przypisuje im takie zadania, jak pranie, szycie, robienie na drutach, sprzątanie i gotowanie za prosty fakt bycia kobietami. W dziele widać, że gdy umiera drugi mąż Bernardy, przejmuje ona tę autorytarną, kontrolującą i opresyjną rolę wobec swoich córek, ponieważ zaczyna pozbawiać je wolności i prawa do decydowania o sobie jako ludzie. Wyraźnym przykładem jest to, że zamyka je w domu, aby przeżyć rygorystyczną żałobę po śmierci małżonka. 

### Walka o wolność
Dramat doskonale odzwierciedla sytuację kobiet w XX wieku. Zanurzone w patriarchalnym społeczeństwie, nie mogą swobodnie podejmować własnych decyzji, ponieważ muszą przestrzegać ustalonych zasad społecznych. W dziele zachowana jest struktura świata wewnętrznego i zewnętrznego. Wnętrze symbolizuje walkę między uciskiem a wolnością (gdzie Bernarda reprezentuje władzę absolutną i ciszę). A to, co zewnętrzne, składa się ze wszystkiego, co znajduje się poza domem. W domu żadna z córek nie jest wolna, ale są dwie postaci, które rzucają wyzwanie władzy Bernardy: Maria Josefa i Adela. Pierwsza reprezentuje osobę pełną doświadczeń, która chce mieć swobodę ucieczki z domu. Adela natomiast reprezentuje głos młodości, która sprzeciwia się ustalonym rolom i przez cały czas twardo przeciwstawia się potędze matki.

## Symbolizm[3]
Natura: Czyli woda, perły, gwiazdy, zwierzęta: pragnienie jako odniesienie do pożądania seksualnego (przykład: gdy Bernarda chce zamknąć w domu wszystkie okna, a Adela i Martirio są spragnione). Miasto nie ma rzek (miasto jako porównanie do życia), ale ma studnie (mroczne symbole śmierci). Odniesienia do stojącej/zatrutej wody ze studni są skontrastowane z czystą i nieskończoną wodą morską (z którą kojarzy się Maria Josefa). Perły w pierścieniu Angustias i jej małżeństwo są sposobem na ucieczkę od tego odosobnienia. Koń reprezentuje ucisk energii seksualnej. 
Księżyc: wynika to z faktu, że Adela uwielbia księżyc i gwiazdy, które są symbolem erotyzmu, opowiada nam to o jej pasji do Pepe Romano i pragnieniu, by go posiąść. Adela opowiada o tym, jak piękna jest noc z księżycem i jego gwiazdami, co ujawnia jej pragnienie wolności.
Czarno-biały (wzmacnia ideę fotograficznego dokumentu): biały dla pozytywów w ogóle (życie, wolność), natomiast czerń odnosi się do śmierci (Adela umiera w nocy) i fanatyzmu religijnego (żałoba).
Kolor biały: biel ścian domu blednie w miarę rozwoju akcji, przechodząc od bardzo białego (Akt 1) do „lekko niebieskawego” (Akt 3), co symbolizuje utratę czystości (temat, na punkcie którego Bernarda ma obsesję).
Kolor zielony: symbolizuje śmierć i bunt Lorki.
Laska: Bernarda używa jej do chodzenia, symbolizuje ona jej tyrańską moc. Kiedy Adela się buntuje łamie laskę, tyrania się kończy. Może też symbolizować ślepotę Bernardy na namiętności jej córek.
Imiona bohaterów: Bernarda (męskie imię i znaczy "z siłą niedźwiedzia"), Angustias (uciśniona i przygnębiona), Martirio (udręczona), Magdalena (imię biblijne i jak powiedzenie „płakać jak Magdalena”), Amelia (oznacza „bez miodu”), Adela (oznacza „szlachetną naturę”, chociaż może też pochodzić od czasownika „wyprzedzać”), Maria Josefa (Maria oznacza matkę Jezusa, a José oznacza ojca Jezusa; symbolizuje wiek postaci) oraz Poncja (imię związane z „Poncjuszem Piłatem”, biblijną postacią, która posłała, by ukrzyżować Jezusa).